# 安田善衛

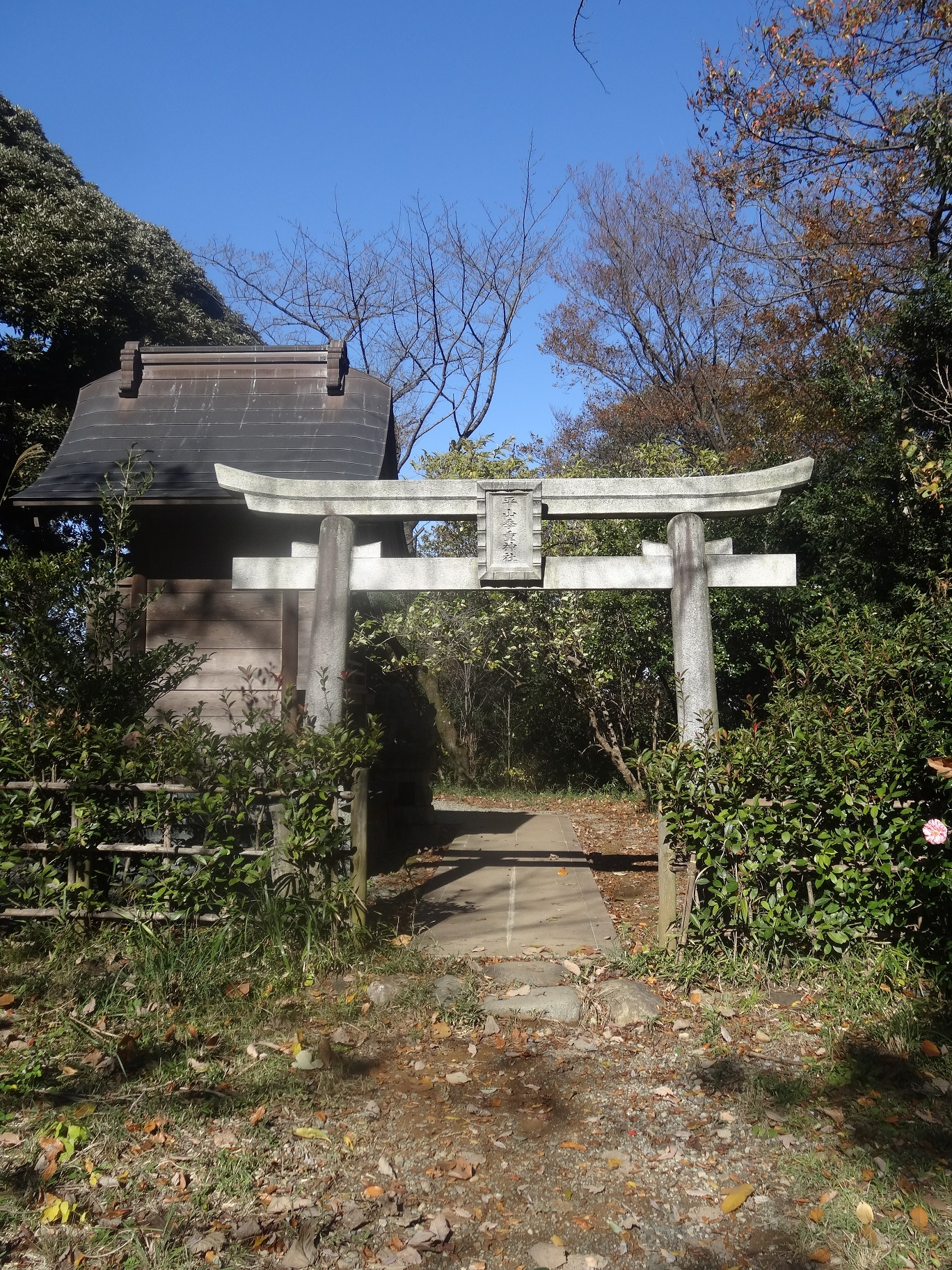
季重神社（2015年）

安田 善衛（やすだ ぜんえ、1876年〈明治9年〉2月10日 - 没年不詳）は、日本の実業家。元保善社理事。

## 人物・経歴
安田忠兵衛の長男として生まれる。幼名、芳次郎。1895年に家督を相続した。群馬商業銀行頭取、京都銀行頭取、第三銀行取締役、安田商事取締役、安田銀行取締役、保善社理事等を歴任した。1921年に安田善次郎が死去すると、安田善四郎、安田善助とともに保善社理事を辞任した。
牛込区（現、新宿区）納戸町に居住したほか、中央本線豊田駅北口に屋敷を、平山橋北の七生村大名淵（だいみょうぶち）にも別荘を所有し、浅川の別荘対岸に桜並木を植えたり、趣味の篆刻で豊田駅の駅名看板を作成して寄付するなどした。屋敷に能舞台を設置し、謡曲の教授なども行った。
日野尋常高等小学校豊田分教場（現、日野市立豊田小学校）では、優秀な卒業生に送る安田賞を創設した。1950年代の別荘取壊し時に移築された敷地内の稲荷は、平山季重神社の祠として整備され、2005年に50年ぶりに建て直されるまで使われた。

## 親族
父は安田忠兵衛。安田善次郎は伯父。妻テルは塩屋方圀の長女。妹ちせは安田善八郎の妻。安田善彌は弟。